# Zacharie (père de Jean le Baptiste)
Pour les articles homonymes, voir Zacharie.
Zacharie, dont le nom זְכַרְיָה en hébreu signifie « Yah s'est souvenu » (en grec ancien Ζαχαρίας, Zakharías ; en arabe : زكريّا Zakariyya) est le père de Jean le Baptiste dans les traditions chrétiennes, mandéennes et musulmanes. C'est notamment un personnage de l'évangile selon Luc, de la Nativité de Marie appelée protévangile de Jacques et du Coran.
Il est le père de Jean le Baptiste et l'époux d'Élisabeth, cousine ou tout du moins parente de la Vierge Marie. L'Église catholique le fête, ainsi que sa femme Élisabeth, le 23 septembre.
Le Coran le mentionne comme prophète de l'islam et prêtre sous le nom de Zakarīyā. Dans la tradition musulmane, sa femme, mère de Yahyâ (Jean le Baptiste), est appelée Ashâ. Elle est aussi parente de Maryam (la Vierge Marie), mère d'Îsâ (Jésus).

## Zacharie dans la tradition chrétienne

### Dans l'évangile selon Luc
Le personnage de Zacharie est mentionné dans le Nouveau Testament seulement dans l'Évangile selon Luc. Selon le récit lucanien, Zacharie, qui appartient à la classe sacerdotale, a pour épouse Élisabeth. Cette dernière est stérile et le couple est avancé en âge. Pendant que Zacharie s'acquitte de ses fonctions au Temple, un ange lui apparaît :

« Alors un ange du Seigneur apparut à Zacharie, et se tint debout à droite de l'autel des parfums. Zacharie fut troublé en le voyant, et la frayeur s'empara de lui. Mais l'ange lui dit : Ne crains point, Zacharie, car ta prière a été exaucée. Ta femme Élisabeth t'enfantera un fils, et tu lui donneras le nom de Jean. Il sera pour toi un sujet de joie et d'allégresse, et plusieurs se réjouiront de sa naissance. Car il sera grand devant le Seigneur. Il ne boira ni vin, ni liqueur enivrante, et il sera rempli de l'Esprit Saint dès le sein de sa mère ; il ramènera plusieurs des fils d'Israël au Seigneur, leur Dieu ; il marchera devant Dieu avec l'esprit et la puissance d'Élie, pour ramener les cœurs des pères vers les enfants, et les rebelles à la sagesse des justes, afin de préparer au Seigneur un peuple bien disposé. Zacharie dit à l'ange : A quoi reconnaîtrai-je cela? Car je suis vieux, et ma femme est avancée en âge. L'ange lui répondit : Je suis Gabriel, je me tiens devant Dieu ; j'ai été envoyé pour te parler, et pour t'annoncer cette bonne nouvelle. Et voici, tu seras muet, et tu ne pourras parler jusqu'au jour où ces choses arriveront, parce que tu n'as pas cru à mes paroles, qui s'accompliront en leur temps.[…] Le huitième jour, ils vinrent pour circoncire l'enfant, et ils l'appelaient Zacharie, du nom de son père. Mais sa mère prit la parole, et dit : « Non, il sera appelé Jean ». […] Zacharie demanda des tablettes, et il écrivit : « Jean est son nom. » Et tous furent dans l'étonnement. Au même instant, sa bouche s'ouvrit, sa langue se délia, et il parlait, bénissant Dieu. »

— Luc 1.13-64

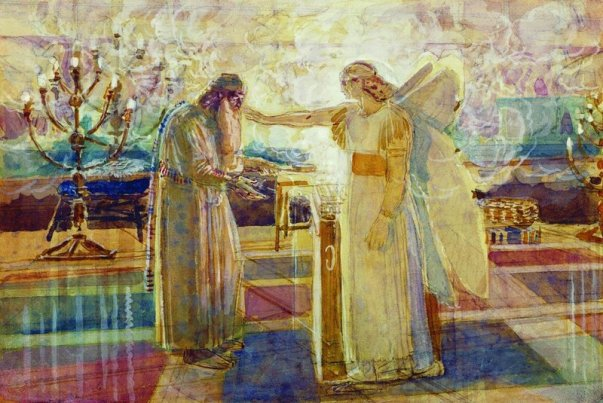
Alexandre Ivanov, Scènes de l'Histoire sainte : l'ange et Zacharie.

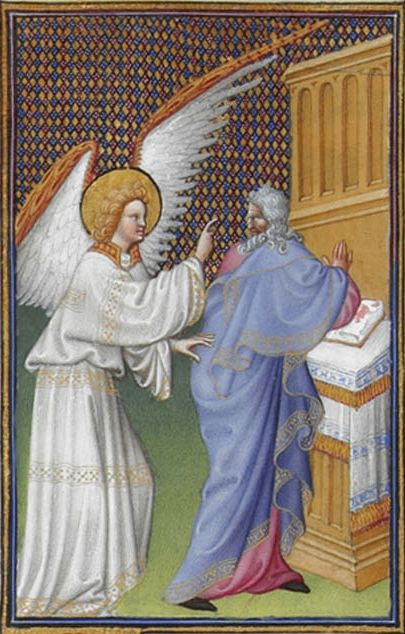
L'archange Gabriel apparaît à Zacharie.

Son chant de louange ou Cantique de Zacharie est souvent appelé le Benedictus, du premier mot du cantique en latin. Dans l'Église catholique, il est récité ou chanté chaque matin par les prêtres et les religieux dans l'office des Laudes.
Le meurtre de Zacharie est motivé d'au moins trois manières différentes à une époque relativement ancienne, dans le Protévangile de Jacques, par Origène et par des gnostiques non identifiés, comme cela est rapporté par l'hérésiologue chrétien Épiphane de Salamine.

### Dans le protévangile de Jacques
Dans la Nativité de Marie, plus connu sous le nom de Protévangile de Jacques, apocryphe du IIe siècle, Zacharie est assassiné sur ordre d'Hérode le Grand car il refuse de dire où est caché son fils, Jean, le futur baptiste. Hérode, à qui des mages venus d'Orient ont appris que l'enfant est de sang royal et que son cousin Jésus verrait le jour pour régner sur Israël, le fait rechercher dans le but de le tuer. Zacharie est tué dans le Temple de Jérusalem. Il est précisé que « les fils d'Israël » et « les prêtres » ignoraient tout de ce meurtre. Constatant son absence, l'un des prêtres « s'enhardit et entra dans le sanctuaire ; près de l'autel du Seigneur, il aperçut du sang figé. Et une voix retentit : « Zacharie a été assassiné. Son sang ne s'effacera pas avant que vienne le vengeur. » Ces paroles le remplirent d'effroi. Il sortit et annonça aux prêtres ce qu'il avait vu et entendu,. »

### Chez les Pères de l'Église
Pour l'assassinat de Zacharie, Origène mentionne un autre motif que celui du refus de dire aux envoyés d'Hérode où son fils Jean est caché. L'auteur chrétien raconte que Zacharie est tué « entre le sanctuaire et l'autel » (Mt. 23, 35 concernant Zacharie fils de Barachie, ou référence au même Zacharie) pour avoir pris la défense de Marie introduite dans un lieu du temple réservé aux vierges. Un autre passage de son commentaire de l'Évangile selon Matthieu attribue un récit de la mort de Zacharie « par le glaive » à une source littéraire. Cette source littéraire pourrait correspondre à la troisième partie du Protévangile de Jacques.

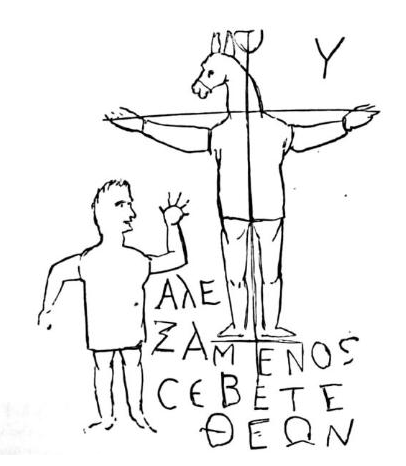
Graffiti antichrétien du représentant un homme à tête d'âne crucifié. Le commentaire « Alexamenos respecte dieu » suggère que ce dessin raille un soldat converti.

### Dans certains écrits gnostiques
Épiphane cite un ouvrage gnostique qui raconte la mort du père de Jean pour une autre raison : Zacharie avait vu en vision dans le temple un homme à tête d’âne et fut pour cette raison lâchement assassiné par des bandits. Probablement, une allusion détournée à la représentation de Jésus par les païens des premiers siècles, comme un homme crucifié avec une tête d'âne. Cette représentation semble directement issue des calomnies que les païens faisaient circuler sur les juifs dans le monde romain. Dès le premier siècle, il est attesté par des auteurs païens anti-judaïques que les juifs étaient accusés d'adorer une tête d'âne à l'intérieur de leur Temple. Les plus anciens graffitis datent du IIe siècle, époque où le judaïsme et le christianisme ne sont pas encore clairement séparés. La connaissance indirecte que nous avons de cette mention et le fait qu'Épiphane de Salamine, qui nous la rapporte, la prend au premier degré, rend quasiment impossible de comprendre ce que les auteurs gnostiques voulaient exprimer.

## Zacharie dans l'islam
Le Coran le mentionne sous le nom de Zakarīyā (Zakari). Il est le père de Jean-Baptiste et l'époux de la « fille d''Imrān », Ishâ ou Ishbâ (Élisabeth). Il apparaît à deux reprises dans le Coran. Il travaille au Temple, sans que le Coran ne précise sa fonction sacerdotale, et est chargé de Marie. Son rôle reste mineur, et l'exégèse musulmane en a fait un prophète. La doctrine musulmane de l'impeccabilité des prophètes a fait relire son histoire, corrigeant ses doutes en simples formules rhétoriques et son mutisme, non plus comme une punition, mais comme un signe divin.
« "Ô mon Seigneur, dit [Zacharie], accorde-moi un signe." "Ton signe, dit [Allah,] sera que tu ne pourras pas parler aux gens pendant trois nuits tout en étant bien portant." » (Sourate 19, verset 10) 
Dans le Coran, Zakarīyā invoqua son seigneur afin de lui accorder un descendant car il craignait que ses héritiers (son peuple) ne se rebellent après lui.
« Je crains [le comportement] de mes héritiers, après moi. Et ma propre femme est stérile. Accorde-moi, de Ta part, un descendant. Qui hérite de moi et hérite de la famille de Jacob. Et fais qu'il te soit agréable, ô mon Seigneur. » (Sourate 19, verset 5-6)
Un récit extra-coranique fait de Zacharie un martyr, un hadith faisant de Jean-Baptiste un « martyr fils de martyr ». Néanmoins, les récits divergent, certains pensant qu'il a été martyrisé à la suite du martyre de son fils.

## Zacharie fils de Bariskaios
Flavius Josèphe raconte l’histoire d’un certain Zacharie fils de Bariskaios, notable de Jérusalem, assassiné par des Zélotes « au milieu du temple » (ou du sanctuaire) peu avant 70, en dépit d’un jugement favorable du Sanhédrin. Cette triste histoire a frappé les imaginations, qui ont pu la rapprocher de l’assassinat du Zacharie biblique (Zacharie Ben Joiada), ce qui a pu, à son tour, donner naissance à la tradition chrétienne de l'assassinat du père du Baptiste. D'autre part la tradition topographique sur le sang de Zacharie visible dans le temple a aussi pu prendre sa source dans cet épisode de la guerre juive.

## Invention de reliques

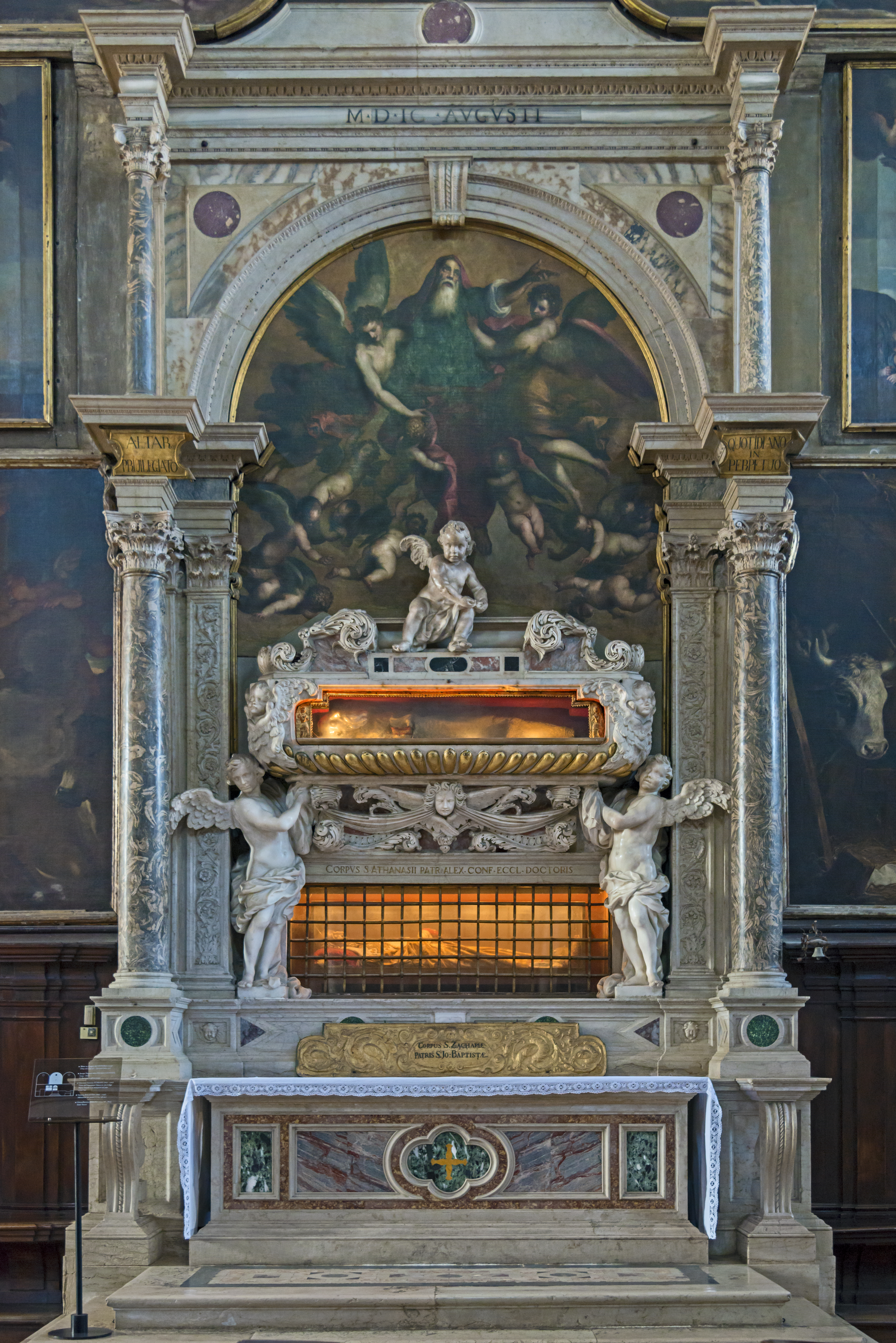
La tombe dans la nef de l'Église San Zaccaria à Venise.

Des reliques du père du Baptiste sont « identifiées » dans la vallée du Cédron, plus précisément dans le Monument d'Absalom, sans doute dans le courant du Ve siècle de notre ère, avant d'être transférées dans la Tombe traditionnelle « de Zacharie » à la fin de ce siècle, en même temps que des reliques de Jacques et de Siméon, le successeur de Jacques selon la liste des évêques de Jérusalem à l'époque ancienne. Les reliques sont déposées dans la crypte creusée à la fin du Ve siècle et toujours bien visible sous la Tombe de Zacharie.
Mais d'autres reliques, reçues de l'empereur byzantin Léon V d'origine arménienne, sont aussi identifiées à Venise, dans l'Église Saint-Zacharie où le soi-disant squelette de Saint Zacharie recouvert d'argent est vénéré dans une châsse-reliquaire.

## Représentation dans les arts
Reynaud Levieux, L'archange Gabriel apparaissant à Zacharie. Musée Calvet. Avignon.
- Les Très Riches Heures du duc de Berry, Folio 43v - Musée Condé, Chantilly
- Guido Cagnacci, Gesù dormiente con san Zaccaria e san Giovannino, Musée Condé
- Avec la Sainte Famille ou lors de la naissance de son fils Jean :
  - par Artemisia Gentileschi
  - par Le Pontormo